# Polypedilum maculatum
Polypedilum maculatum är en tvåvingeart som beskrevs av Oksana V. Zorina och Makarchenko 2000. Polypedilum maculatum ingår i släktet Polypedilum och familjen fjädermyggor. Inga underarter finns listade i Catalogue of Life.